# مارثا جونسون
مارثا جونسون هي مغنية وكاتبة غنائية كندية، ولدت في 18 ديسمبر 1950 في تورونتو في كندا.

## وصلات خارجية
- الموقع الرسمي
- مارثا جونسون على موقع ميوزك برينز (الإنجليزية)
- مارثا جونسون على موقع أول ميوزيك (الإنجليزية)
- مارثا جونسون على موقع ديسكوغز (الإنجليزية)